# Camargo, Bolivia

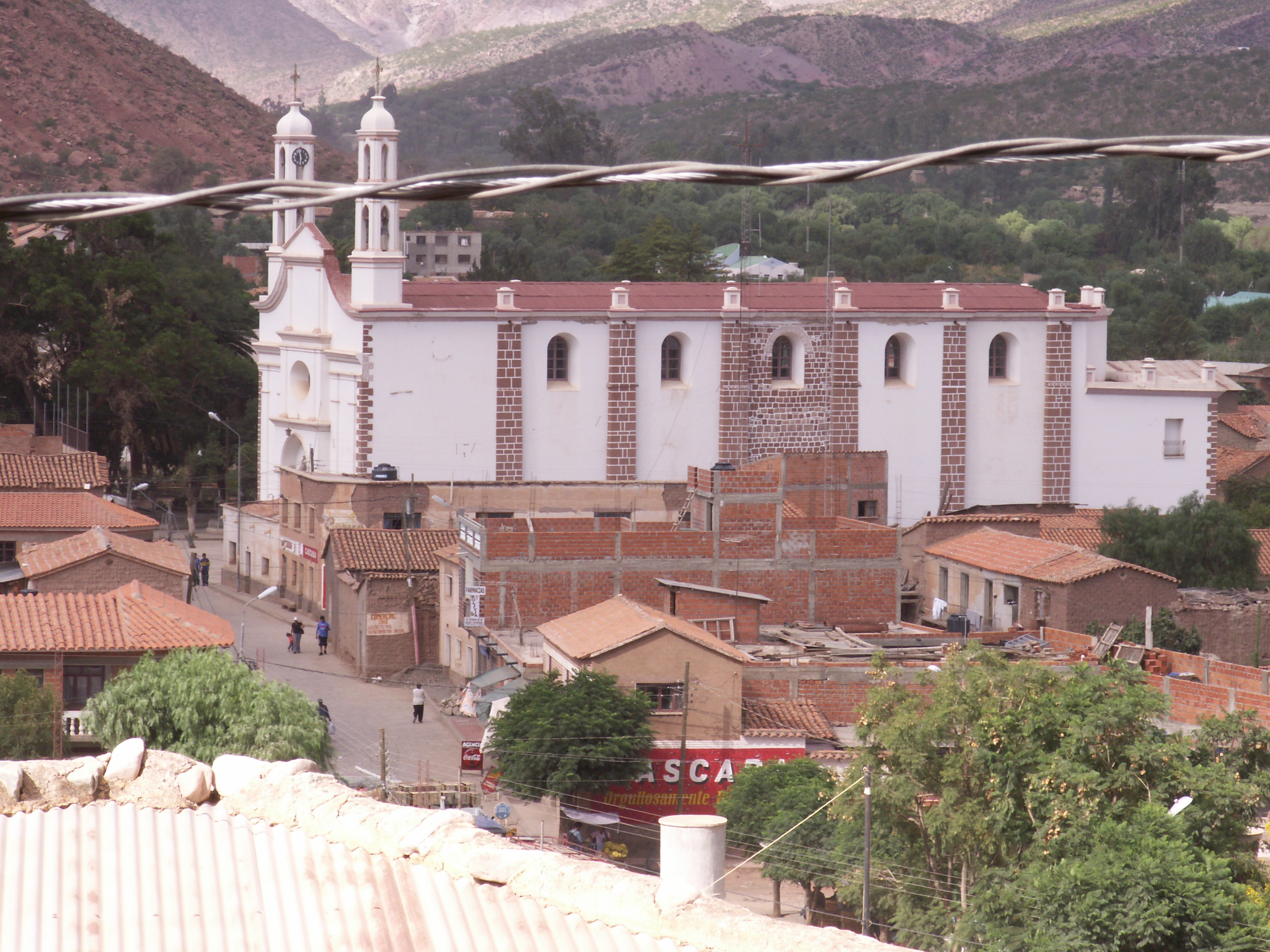
Camargo

Camargo är huvudstaden i den bolivianska provinsen Nor Cinti i departementet Chuquisaca.